# 主權哈薩克斯坦
《主權哈薩克斯坦》（羅馬化：Egemen Qazaqstan）是哈薩克出版的國有哈薩克語報紙。它於1919年12月17日首次出版。該報紙由信息和公共協議部創辦。

## 外部連結
- Yegemen Qazaqstan Official Site （页面存档备份，存于）
- Kazakhstan press and newspapers （页面存档备份，存于）